# Antonio Bardellino
Antonio Bardellino (4 de maio de 1945 - 26 de maio de 1988) foi o fondador do Clan Casalesi da Camorra italiana. Na décadas de 1980 Bardellino foi considerado um dos chefes da Camorra.

## Inícios
Antonio Bardellino nasceu em San Cipriano d'Aversa o 4 de maio de 1945. Bardellino começou sua carreira criminosa sendo sicário matando um homem em os anos 1970, que havia tentado ameaçá-lo. Após este assassinato, tornou-se um dos importantes chefes da Camorra e também o fundador do clã Casalesi.

## Ligações com a Máfia Siciliana
Além de ser membro da Camorra, Antonio Bardellino também foi iniciado na Máfia Siciliana junto com Michele Zaza e Lorenzo Nuvoletta e acordo com o traidor da Máfia (pentito) Tommaso Buscetta, Bardellino tinha contatos com ele, Rosario Riccobono e Gaetano Badalamenti.
Bardellino, era un importante chefe da Nuova Famiglia (NF), uma coalizão de clãs da Camorra criada na 1978 para enfrentar a Nuova Camorra Organizzata (NCO) de Raffaele Cutolo. Cutolo queria unir a Camorra sob sua liderança. Sua aliança com o outro chefe da NF, Carmine Alfieri foi crucial para derrotar Cutolo. No entanto, com Cutolo e o NCO fora do jogo, a aliança da NF logo se desintegrou, com uma guerra entre os Bardellino-Alfieri e os Nuvoletta-Gionta, no final de 1983. Esta guerra começou devido às respectivas alianças sicilianas: Bardellino-Alfieri eram aliados de Tommaso Buscetta e Gaetano Badalamenti, enquanto os Nuvoletta-Gionta eram aliados de Corleonesi de Totò Riina. A guerra causa muitos homicídios e massacres como o assassinato de Ciro Nuvoletta e massacre de Torre Annunziata, após o último fato, Gionta tornou-se o desconfortável e perigoso teve que ser morto. Mas Nuvolettas decidiu vendê-lo à polícia em junho de 1985 para estar em paz com Bardellino, esta afirmação foi feita pelo jornalista Giancarlo Siani que foi morto por este artigo.

## Vitória do Clã Bardellino e morte
Após a prisão de Gionta, ficou claro que Bardellino-Alfieri é o vencedor.  Mesmo tendo saído vitorioso, começaram os problemas dentro dos Casalesi, pois em janeiro de 1988 Bardellino matou o irmão de seu braço direito Mario Iovine acreditando que ele era um confidente e Iovine em retaliação em 26 de maio matou Bardellino na Armação dos Búzios.  O corpo de Bardellino ainda não foi encontrado e seu assassino Iovine foi morto em 1991.